# Шуман, Хорст
Хорст Шуман (нем. Horst Schumann; 1 мая 1906, Галле, Германская империя — 5 мая 1983, Франкфурт-на-Майне, ФРГ) — немецкий врач, штурмбаннфюрер СС, участвовавший в реализации нацистской программы эвтаназии Т-4 и проводивший медицинские эксперименты по стерилизации с помощью рентгеновских лучей на заключённых концлагеря Освенцим.

## Биография
Хорст Шуман родился 1 мая 1906 года в Галле и был третьим ребёнком в семье практикующего врача Пауля Шумана. Его родители развелись, когда ему было пять лет. Поскольку второй брак отца, с которым он остался, также оказался неудачным, его практически воспитывала старшая сестра. С 1917 года жил в частном пансионе в Галле и посещал гуманитарную гимназию.
В возрасте 14 лет Шуман был направлен в качестве посыльного от правительственных войск для участия в столкновениях между отрядами рабочей самообороны и частями рейхсвера, происходивших после Капповского путча в марте 1920 года. В 1922 году вступил в добровольческий корпус Оберланд, а также несколько месяцев состоял в немецкой народной партии свободы. В 1925 году окончил гимназию и начал изучать медицину в Лейпциге.
1 февраля 1930 года вступил в НСДАП (билет № 190002), в который также состоял его отец. После сдачи первого государственного экзамена продолжил учиться в Инсбруке. В июне 1931 года завершил обучение в университете Галле, получив докторскую степень по медицине.
В 1932 году присоединился к Штурмовым отрядам (СА).  В том же году получил лицензию на медицинскую практику и с июля 1933 года работал ассистентом врача в хирургическом отделении университетской клиники в Галле. Представленная им в 1933 году диссертация была посвящена «вопросу резорбции йода и терапевтическом эффекте так называемых йодных ванн».
В ноябре 1933 года Шуман женился на Фриде Майе, от которой у него родилось двое сыновей, и в браке с которой он прожил десять лет. В 1934 году поступил на государственную службу в городской отдел здравоохранения, где через несколько лет был назначен медицинским работником. В последующие годы Шуман был заместителем окружного председателя национал-социалистического союза врачей, руководителем врачебной палаты в Саксонии, председателем дисциплинарного суда, руководителем управления здравоохранения НСДАП и экспертом в суде по наследственному здоровью в Галле. В соответствии с принятым 14 июля 1933 года Законом «о предотвращении рождения потомства с наследственными заболеваниями» Шуман принимал участие в первых попытках принудительной стерилизации граждан, которых нацисты считали расово неполноценными.
В 1937 и 1938 года Шуман принимал участие в курсах военной подготовки и учениях резервистов, после чего был призван в Люфтваффе в начале Второй мировой войны. После двухмесячных испытаний он был направлен к Виктору Браку, начальнику главного управления имперской канцелярии, которое отвечало за реализацию программы эвтаназии Т-4. В отличие от своего бывшего одноклассника Вернера Кирхерта, Шуман после предоставленного ему недельного срока на размышление решил принять задание Брака на реализацию программы эвтаназии психически больных людей и инвалидов. Первым заданием Шумана было создание первого в Вюртемберге центр умерщвления в Графенеке, директором которого он стал в январе 1940 года. 18 января 1940 года 25 человек из клиники в Харе под Мюнхеном был доставлен в Графенек и убиты в газовой камере. К моменту перевода Шумана в центр уничтожения Пирна-Зонненштайн в конце мая—начале июня 1940 года в Графенеке под его руководством было уничтожено 1239 пациентов с помощью угарного газа. Перед убийством пациентов осматривали Шуман и врачи Гюнтер Хеннеке и Эрнст Баумхард, некоторым из них были сделаны инъекции успокоительного. Осмотр, длившийся от нескольких секунд до минуты, служил для «проверки фактической и личной идентификации представленных пациентов». Кроме того,  отмечались характерные особенности, которые в дальнейшеи использовались для фальсификации причин смерти. Тюремные врачи управляли манометром, по которому в газовую камеру поступал угарный газ. Когда в газовой камере прекращалось движение, подача газа прекращалась примерно через 20 минут. 
Перед тем как занять должность руководителя центра уничтожения Зонненштайн, Шуман прошел многонедельную психиатрическую стажировку у профессора Вернера Хайде, руководителя программы Т-4, работавшего в университетской клинике Вюрцбурга.
Под руководством Шумана с июня 1940  по август 1941 года в газовой камере в центре уничтожения Зонненштайн были умерщвлены 13 720 пациентов и более 1000 узников концлагерей. После того как в августе 1941 года программа Т-4 была прекращена, Шуман с декабря 1941 по апрель 1942 года был прикомандирован к Организации Тодта и направлен на Восточный фронт для организации госпиталя скорой помощи в Минске. Весной 1942 года он вернулся в Пирну.
Незадолго до официального прекращения программы Т-4 Шуман был назначен экспертом медицинской комиссии, которому было поручено отбирать в концентрационных лагерях непригодных к работе или неизлечимо больных заключенных в рамках акции 14f13. Впервые он прибыл в концлагерь Освенцим 28 июля 1941 года и отобрал 575 заключенных, которые были доставлены в Зонненштайн для уничтожения в газовой камере. В дальнейшем он проводил отборы в концентрационных лагерях Бухенвальд, Дахау, Флоссенбюрг, Гросс-Розен, Маутхаузен и Нойенгамме.
Осенью 1942 года Шуман получил от имперской канцелярии задание проверить эффективность стерилизации с помощью рентгеновских лучей на заключенных концентрационного лагеря Освенцим. Задача состояла в том, чтобы найти эффективный метод предотвращения размножения наследственно больных и расово неполноценных людей путём стерилизации. По поручению рейхсфюрера СС Генриха Гиммлера ряд врачей разрабатывали и испытывали различные методики для этих целей. Профессор Карл Клауберг, также работавший в Освенциме, разработал метод массовой стерилизации путем введения в маточные трубы специально разработанного для этой цели химического препарата, который вызывал их сильное воспаление. 
Со 2 ноября 1942 года Шуман работал в блоке 30 женского лазарета в Биркенау. Стерилизовав около 200 мужчин-евреев, в феврале 1943 года после перевода экспериментального отделения в блок 10 основного лагеря он перешел к облучению подопытных женщин. Облучению подвергались яички мужчин и яичники женщин. Для того чтобы найти оптимальную дозу облучения, Шуман экспериментировал с различными интенсивностями излучения и временем облучения. У большинства испытуемых облучение приводило к ожогам и гнойным воспалениям, особенно в области живота, паха и ягодиц, которые были не только болезненными, но и часто приводили к смерти. Для контроля над экспериментами он заставлял врачей из числа заключённых, в частности Владислава Александра Деринга, оперировать яичники облученных женщин. Некоторые из молодых женщин умирали после проведения этих операций. В результате рентгеновское облучение оказалось непригодным в качестве быстрого метода массовой стерилизации. В своей работе «О влиянии рентгеновских лучей на репродуктивные органы человека», направленной Гиммлеру в апреле 1944 года, Шуман пришел к выводу, что традиционный метод хирургической кастрации является более безопасным и быстрым, и поэтому в том же месяце прекратил свои эксперименты в Освенциме. Впоследствии в концлагере Равенсбрюк он начал новую серию экспериментов над цыганскими детьми.
После развода с первой женой Шуман 11 сентября 1944 года женился на Жозефе Пютц, с которой познакомился в Зонненштайне. В этом браке родилось трое детей.

### После войны
В январе 1945 года был призван  на Западный фронт в качестве войскового врача, где попал в плен к американцам, из которого был освобожден в октябре 1945 года. 
Вместе с женой переехал в Гладбек и с 15 апреля 1946 года работал спортивным врачом, а в 1949 году открыл собственную практику, получив ссуду от беженцев. В июле 1950 года под своим настоящим именем работал шахтерским врачом, хотя его имя уже упоминалось в ранней работе бывшего узника концлагеря Бухенвальд Ойгена Когона «Государство СС». 29 января 1951 года Шуман обратился за выдачей лицензии на охоту и рыбалку, что  привело к его объявлению в розыск прокуратурой Тюбингена. 26 февраля 1951 года Шуман бежал заграницу. После трех лет работы судовым врачом немецкие власти впервые получили информацию о Шумане 25 февраля 1954 года из генерального консульства Германии в Осаке в Японии. Там он подал заявление на получение загранпаспорта и получил его. В 1955 году Шумана обнаружили в Египте. В середине 1955 года он переехал в Судан, куда вслед за ним отправилась и его жена.
16 апреля 1959 года в еженедельной газете «Christ und Welt», редакционным директором которой был журналист и бывший гауптштурмфюрер СС Гизельхер Вирзинг, появилась статья о «втором Альберте Швейцере» в Ли-Джубу, городе на границе Судана, Конго и Французской Экваториальной Африки, что невольно привело к разоблачению Шумана. Шуману удалось избежать выдачи ордера на арест, бежав через Нигерию в Гану, где он организовал и содержал госпиталь в джунглях в Кете Крачи. В 1961 году в Германии его лишили учёной степени доктора медицинских наук. 
В 1962 года репортер газеты Daily Express обнаружил Шумана с женой в Гане. Запрос ФРГ об экстрадиции, поданный в предыдущем году, был проигнорирован президентом Ганы Кваме Нкрумой, который считал Шумана своим другом. Только после его свержения в феврале 1966 года Шуман был арестован новым правительством и 7 марта 1966 года заключен под стражу для экстрадиции. 17 ноября 1966 года он был выдан Германии и доставлен в тюрьму в Буцбахе в Гессене.
В сентябре 1969 года Шуман развелся со своей второй женой, которая еще в 1965 году вернулась с семьей в Германию.
Процесс над Шуманом начался 23 сентября 1970 года в земельном суде Франкфурта-на-Майне и превратился в судебный скандал из-за многочисленных и сомнительных экспертных заключений о его недееспособности. 14 апреля 1971 года процесс был временно прекращен в связи с тем, что подсудимый не мог предстать перед судом из-за высокого артериального давления. 29 июля 1972 года Шуман был освобожден из тюрьмы. Остаток жизни Шуман провел в районе Зекбах во Франкфурте-на-Майне, где и умер в 1983 году.